# Oglianico
Oglianico és un comune (municipi) de la ciutat metropolitana de Torí, a la regió italiana del Piemont, situat a uns 30 quilòmetres al nord de Torí. A 1 de gener de 2019 la seva població era de 1.489 habitants.
Oglianico limita amb els següents municipis: Salassa, Rivarolo Canavese, San Ponso, Busano, Favria, Rivarossa i Front.